# زرقطن (زرقطن)
زرقطن هي إحدى مشيخات المملكة المغربية، تتبع جغرافيا لإقليم الحوز وإداريًا لزرقطن. يقدر عدد سكانها بـ 1494 نسمة حسب الإحصاء الرسمي للسكان والسكنى لسنة 2004.